# 1075 в Україні

## Події
- Одруження Володимира Мономаха з Гітою, донькою останнього англосаксонського короля Гарольда Годвінсона (приблизна дата)
- Старша донька Трірського маркграфа Кунегунда видана за ізгоя полоцького Ярополка Ізяславича. Цей шлюб зафіксований в ілюстраціях до Трірського псалтиря, котрий був виготовлений для матері Ярополка — Гертруди-Олісави[1].